# 5914 Kathywhaler
Az 5914 Kathywhaler (ideiglenes jelöléssel 1990 WK) egy kisbolygó a Naprendszerben. Robert H. McNaught fedezte fel 1990. november 20-án.